# Colin Archer

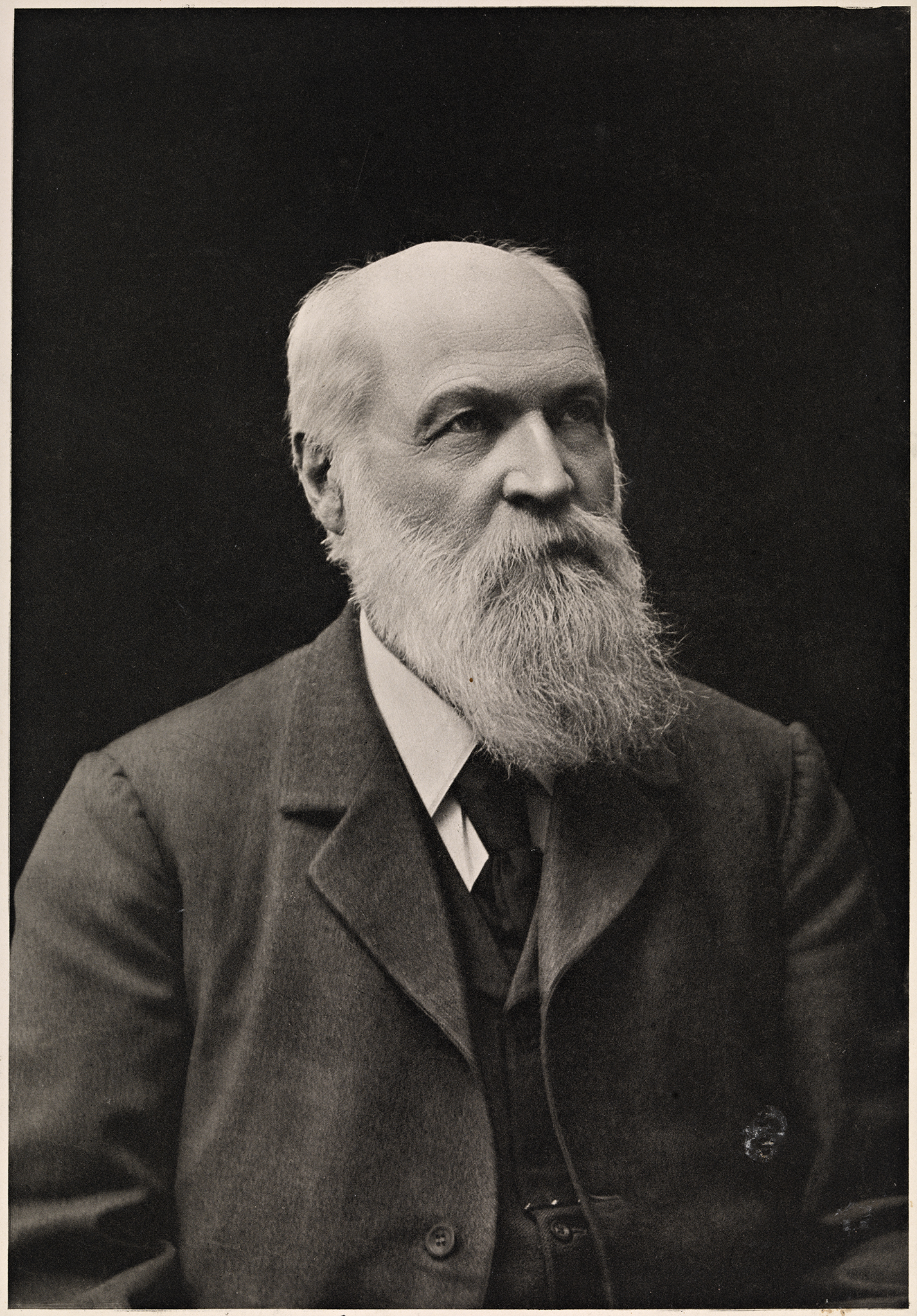
Colin Archer

Colin Archer (* 22. Juli 1832 in Larvik; † 3. Februar 1921 ebenda) war einer der bedeutendsten Yacht- und Schiffskonstrukteure. Er ist besonders für die Seetüchtigkeit seiner meist als Rettungs- oder Lotsenboote verwendeten Segelschiffe bekannt.

## Leben
Geboren 1832, sechs Jahre nachdem seine schottischen Eltern nach Norwegen übergesiedelt waren, lebte die Familie in Tollerodden, einem ehemaligen Zollhaus in Larvik. Als junger Mann lebte Archer einige Jahre in Australien, wo er mit seinem Bruder James eine große Farm aufbaute und so finanzielle Unabhängigkeit gewann. 1861 kehrte Colin Archer nach Norwegen zurück, wo er sich als Schiffskonstrukteur und Bootsbauer einen Namen machte.
Seine Schiffe zeichnen sich durch besondere Stabilität und Seetüchtigkeit aus. Eines der bekanntesten von ihm gebauten Schiffe ist die Fram, mit der die norwegischen Forscher Fridtjof Nansen, Otto Sverdrup und Roald Amundsen die Arktis und Antarktis erforschten. Sein 1886 gebauter Walfänger Pollux diente als Southern Cross der von Carsten Egeberg Borchgrevink geleiteten Britischen Antarktis-Expedition 1898–1900.
Die Norwegische Seenotrettungsgesellschaft Redningsselskapet (RS) benannte ihre erste Serie von Segelrettungsbooten nach ihm als Colin Archer-Klasse. Seine Konstruktion der RS 1 Colin Archer hatte ihre extrem robuste Bauweise in Hamningberg unter Beweis stellen können. Bei einem heftigen Unwetter im Jahr 1894 vollbrachte der Skipper von RS 1 eine Ruhmestat, indem er zwei Mal von Vardø nach Hamningberg segelte und bei steilen Kreuzseen in der Hafenbucht insgesamt 36 Menschen das Leben rettete.
Als Colin Archer im Alter von 89 Jahren starb, hatte er über 200 Schiffe, 70 Yachten, 60 Lotsenboote, 14 Rettungsboote und 72 andere Wasserfahrzeuge gebaut. Der von ihm bevorzugte Yachtriss ist der des Spitzgatters, da dieser Typ mit einer moderaten Gaffel-Takelung eine sehr hohe Seetüchtigkeit aufweist. Yachten dieser Art werden als Colin-Archer-Typ bezeichnet. Eines der nach den Plänen von Colin Archer konstruierten Schiffe ist die Sæløer, die 1917 in Norwegen als Frachtsegler gebaut wurde und heute noch als Traditionsschiff mit dem Heimathafen Kappeln auf der Ostsee segelt.
Die im November 1896 als Rachel fertiggestellte Gaffelketsch Rakel war bis 2013 auf der Nord- und Ostsee unterwegs.
Die mit seinen Schiffen fahrenden norwegischen Polarforscher benannten gelegentlich geographische Objekte nach Colin Archer, z. B. den Archer Peak auf der antarktischen Insel Possession Island und die Colin-Archer-Halbinsel von Devon Island in der kanadischen Arktis.

## Beispiele für Colin Archer Schiffe

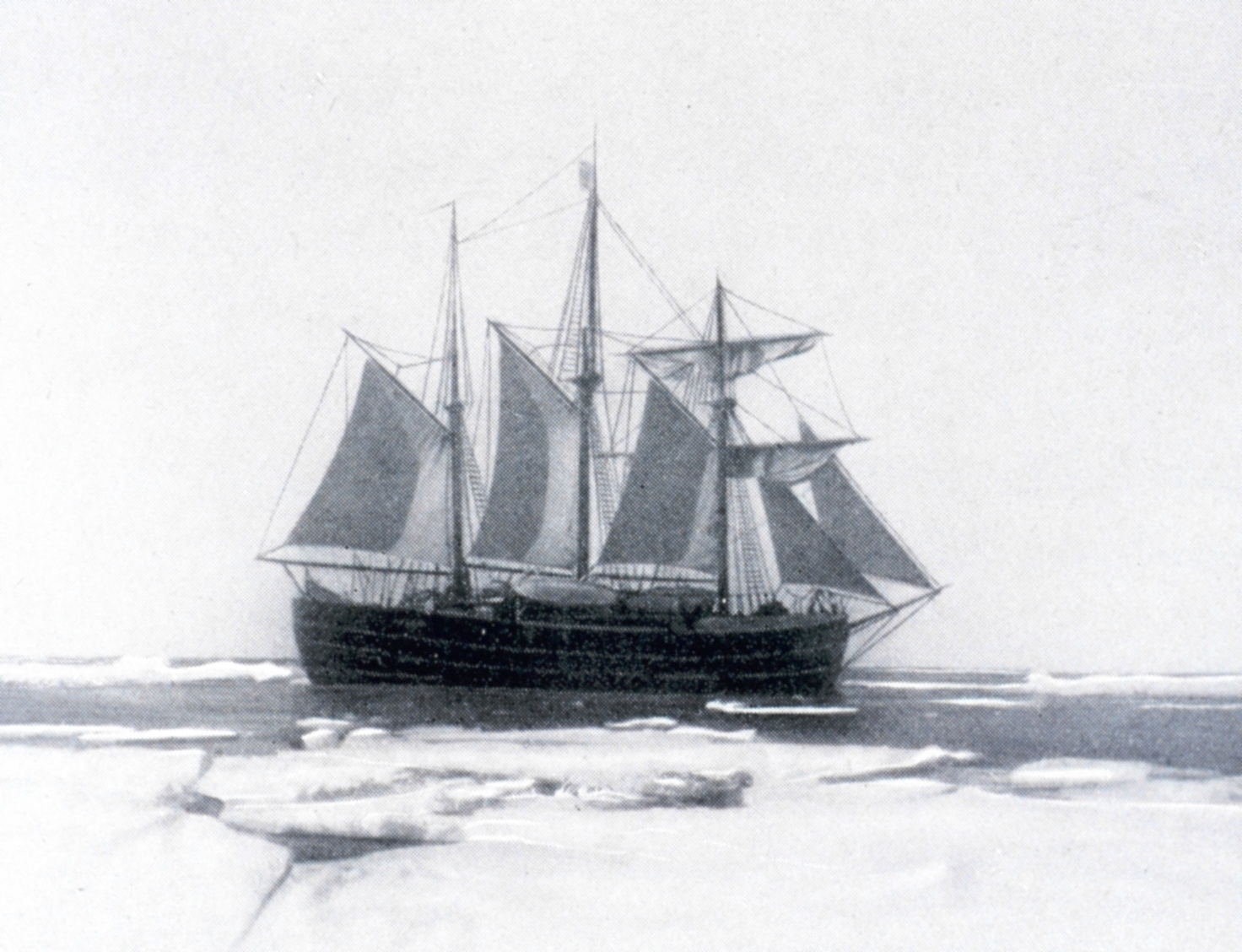
Expeditionsschiff Fram (1911)
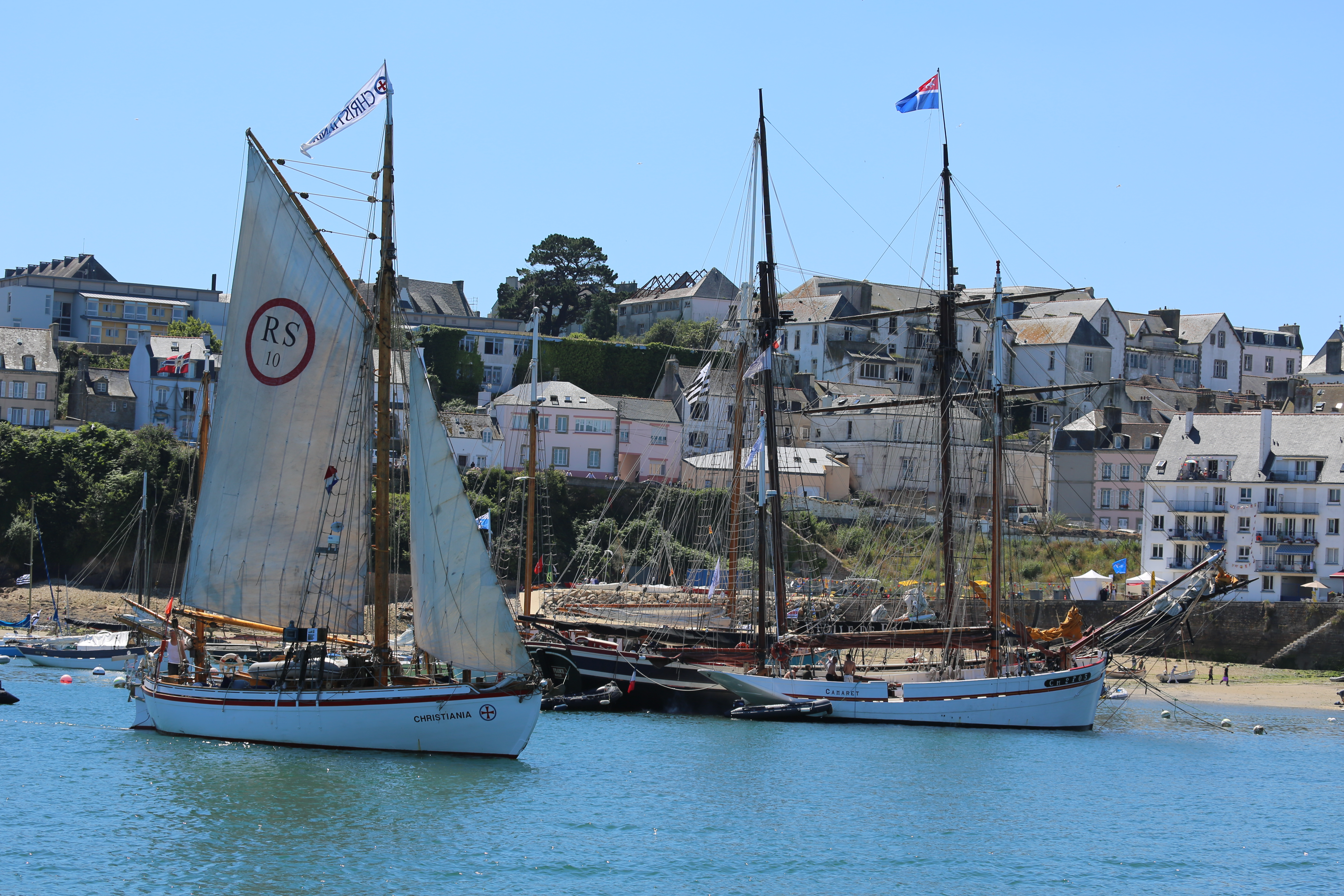
Segelrettungsboot Christiania (RS 10), links (2012)
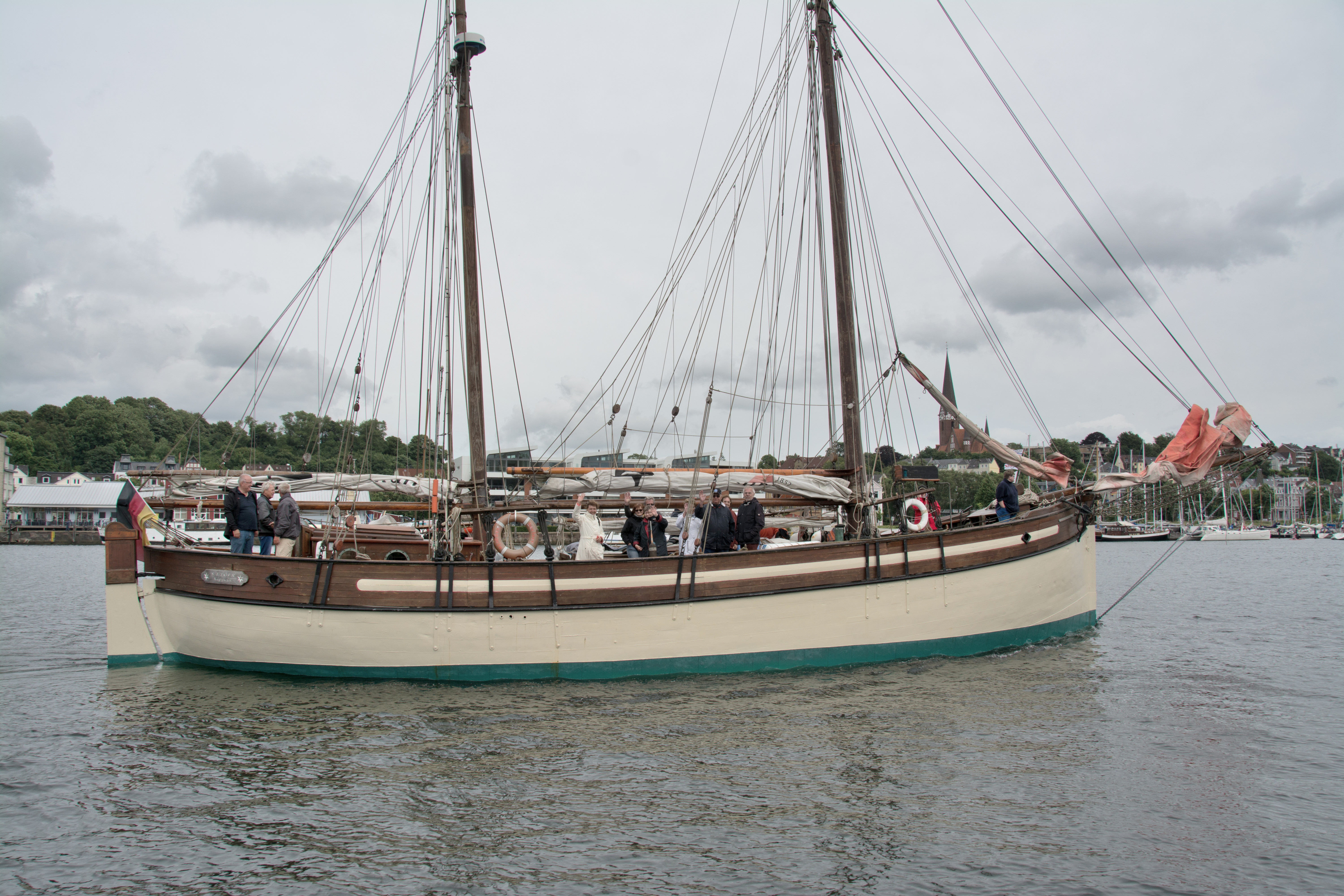
Ehemaliger Frachtsegler Sæløer (2016)
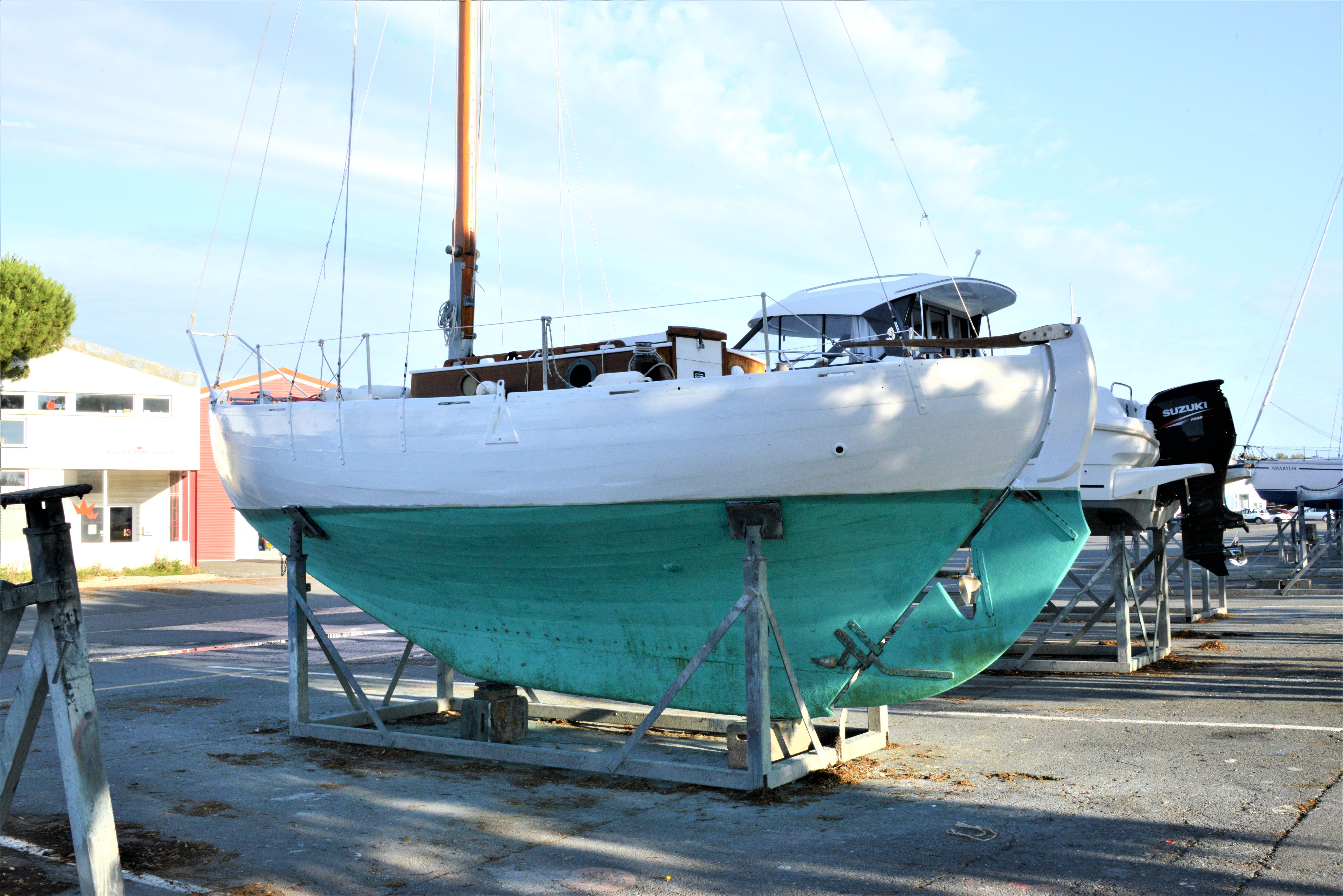
Segelyacht Mordicus
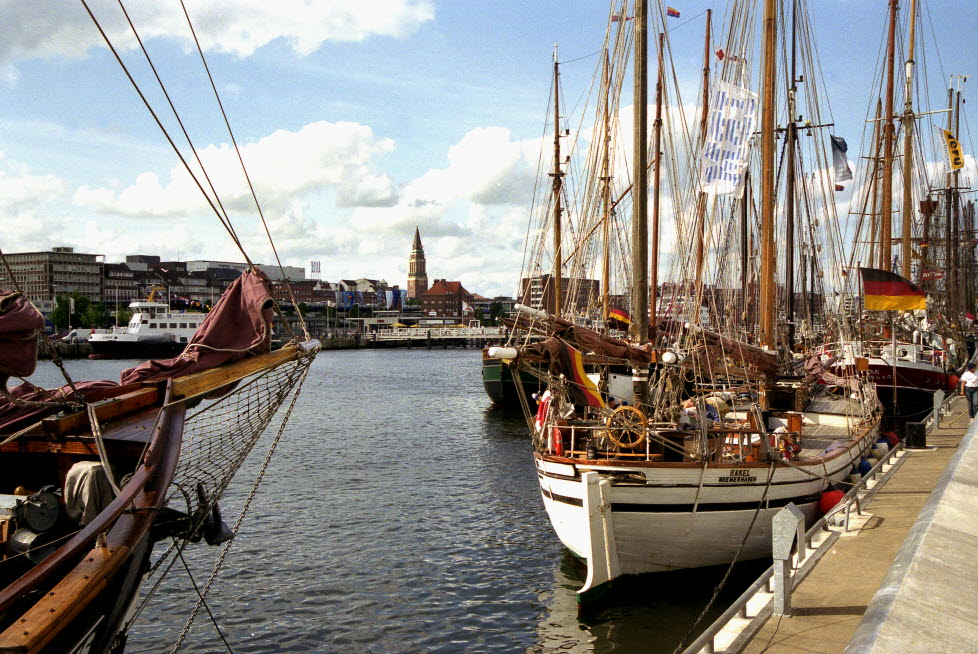
Segelyacht Rakel, Kiel (2002)
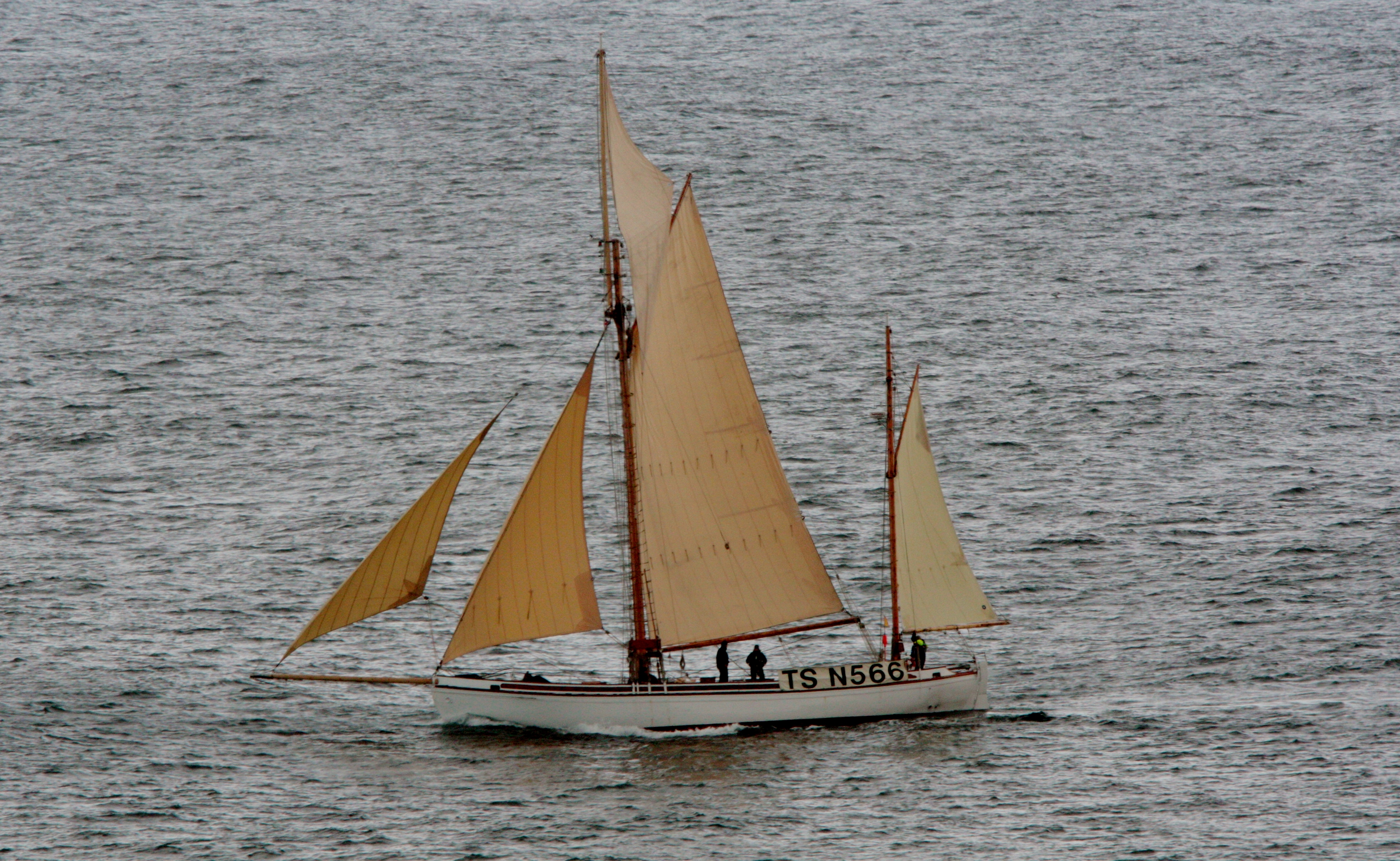
Segelyacht Wyvern (2015)